# Coupe de l'EHF féminine 2005-2006
Navigation
Coupe de l'EHF 2004-2005 Coupe de l'EHF 2006-2007
La Coupe de l'EHF 2005-2006 est la vingt-cinquième édition de la Coupe de l'EHF féminine, compétition de handball créée en 1981 et organisée par l'EHF.

## Formule
La coupe de l'EHF est aussi appelée la C3. Il faut pour chaque équipe engagée franchir les sept tours de l’épreuve pour brandir le trophée. Toutes les rencontres se déroulent en matchs aller-retour. 
La coupe de l'EHF intègre vingt-huit équipes qualifiées par leurs fédérations nationales lors du troisième tour et quatre autres équipes issues d’un tour de qualification à huit équipes. Elle est généralement considérée comme la seconde coupe d’Europe en termes de niveau de jeu.

## Quarts de finale
| Date Aller   | Club                 | Aller | Total | Retour | Club                    | Date Retour  |
| ------------ | -------------------- | ----- | ----- | ------ | ----------------------- | ------------ |
| 12 mars 2006 | Debreceni VSC        | 20-16 | 43-41 | 23-25  | Handball Metz Métropole | 19 mars 2006 |
| 11 mars 2006 | Ikast Bording EH A/S | 27-29 | 51-53 | 24-24  | HC Motor Zaporijia      | 18 mars 2006 |
| 12 mars 2006 | Cornexi Alcoa        | 26-28 | 50-54 | 24-26  | ŽRK Podravka Koprivnica | 18 mars 2006 |
| 11 mars 2006 | GOG Håndbold         | 30-29 | 53-60 | 23-31  | Ferencváros TC Budapest | 18 mars 2006 |

## Demi-finales
| Date Aller    | Club                    | Aller | Total | Retour  | Club               | Date Retour   |
| ------------- | ----------------------- | ----- | ----- | ------- | ------------------ | ------------- |
| 15 avril 2006 | ŽRK Podravka Koprivnica | 26-21 | 55-45 | 29-24   | Debreceni VSC      | 23 avril 2006 |
| 15 avril 2006 | Ferencváros TC Budapest | 24-23 | 51-50 | 27 - 27 | HC Motor Zaporijia | 22 avril 2006 |

## Finale
| Date Aller  | Club                    | Aller   | Total | Retour | Club                    | Date Retour |
| ----------- | ----------------------- | ------- | ----- | ------ | ----------------------- | ----------- |
| 13 mai 2006 | Ferencváros TC Budapest | 37 - 36 | 70-68 | 33-32  | ŽRK Podravka Koprivnica | 20 mai 2006 |

## Les championnes d'Europe
| Championne Coupe d'Europe de l'EHF 2005-2006 Ferencváros TC Budapest 1er titre |